# Wintersingen
Wintersingen ist eine politische Gemeinde im Bezirk Sissach des Kantons Basel-Landschaft in der Schweiz.

## Geographie
Von den 695 Hektaren Gemeindebann sind 244 Hektaren Wald. Der höchste Punkt Wintersingens liegt auf 738 m ü. M. (Chienberg) und der tiefste auf 370 m ü. M. (Gemeinde- und Kantonsgrenze beim Iglingerhof).
Die Gemeinde Wintersingen grenzt im Nordosten an Maisprach, im Osten an Buus, im Südosten an Rickenbach, im Südwesten an Sissach, im Westen an Nusshof und im Nordwesten an Magden (AG).

## Geschichte
Wintersingen wurde 1196 erstmals urkundlich erwähnt. Wintersingen gehört zu den ‑ingen-Orten der früheren alemannischen Siedlungsepoche. Das Wappen ist vom Ritter Rudolf von Wintersingen um 1284.

## Wirtschaft
Das Gewerbegebiet von Wintersingen ist im Unterdorf. Verschiedene Firmen befinden sich dort: Flückiger Agritech AG, Sägesser Reisen AG und Belatec AG.

## Sehenswürdigkeiten
- Reformierte Kirche Wintersingen

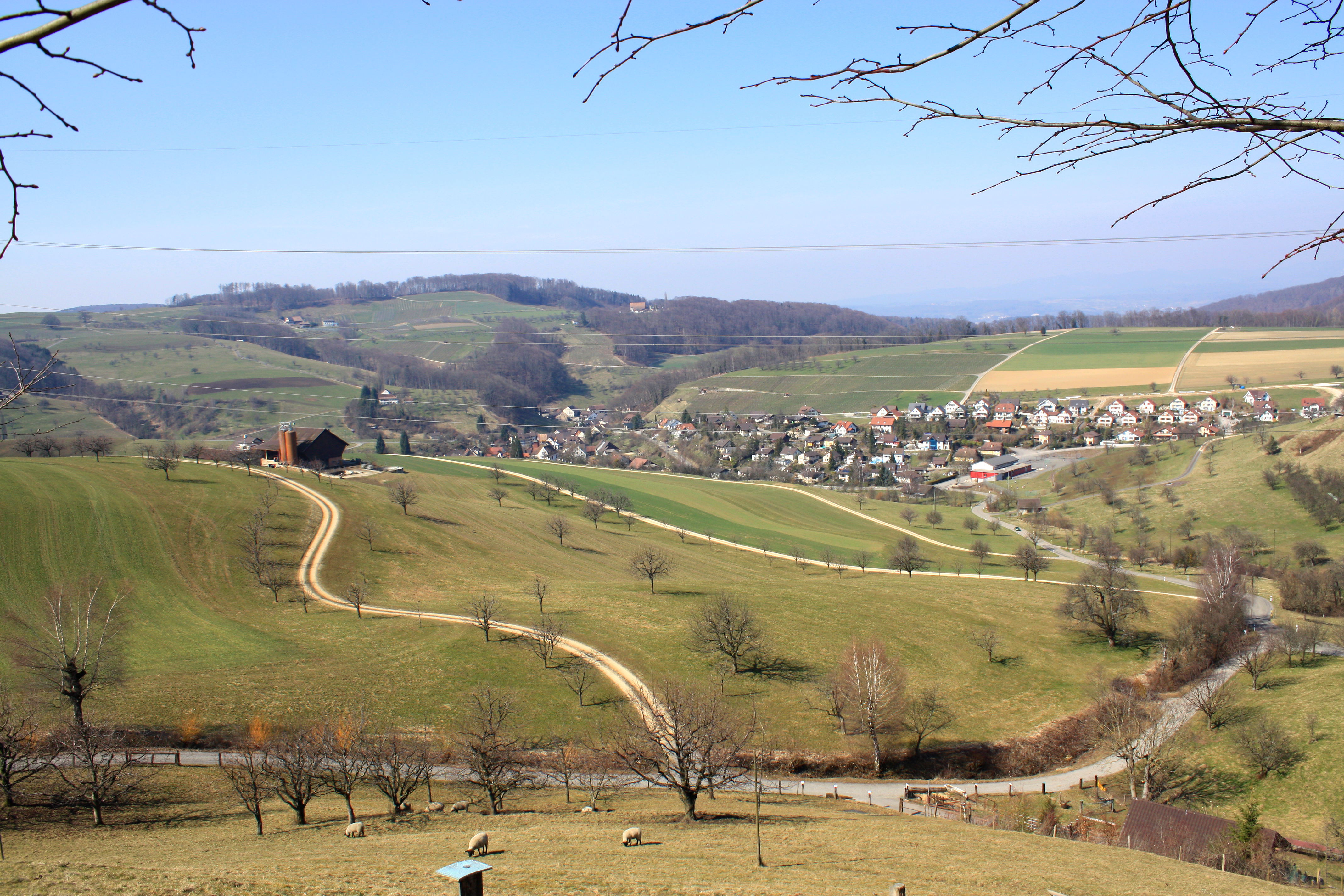
Wintersingen Richtung Norden
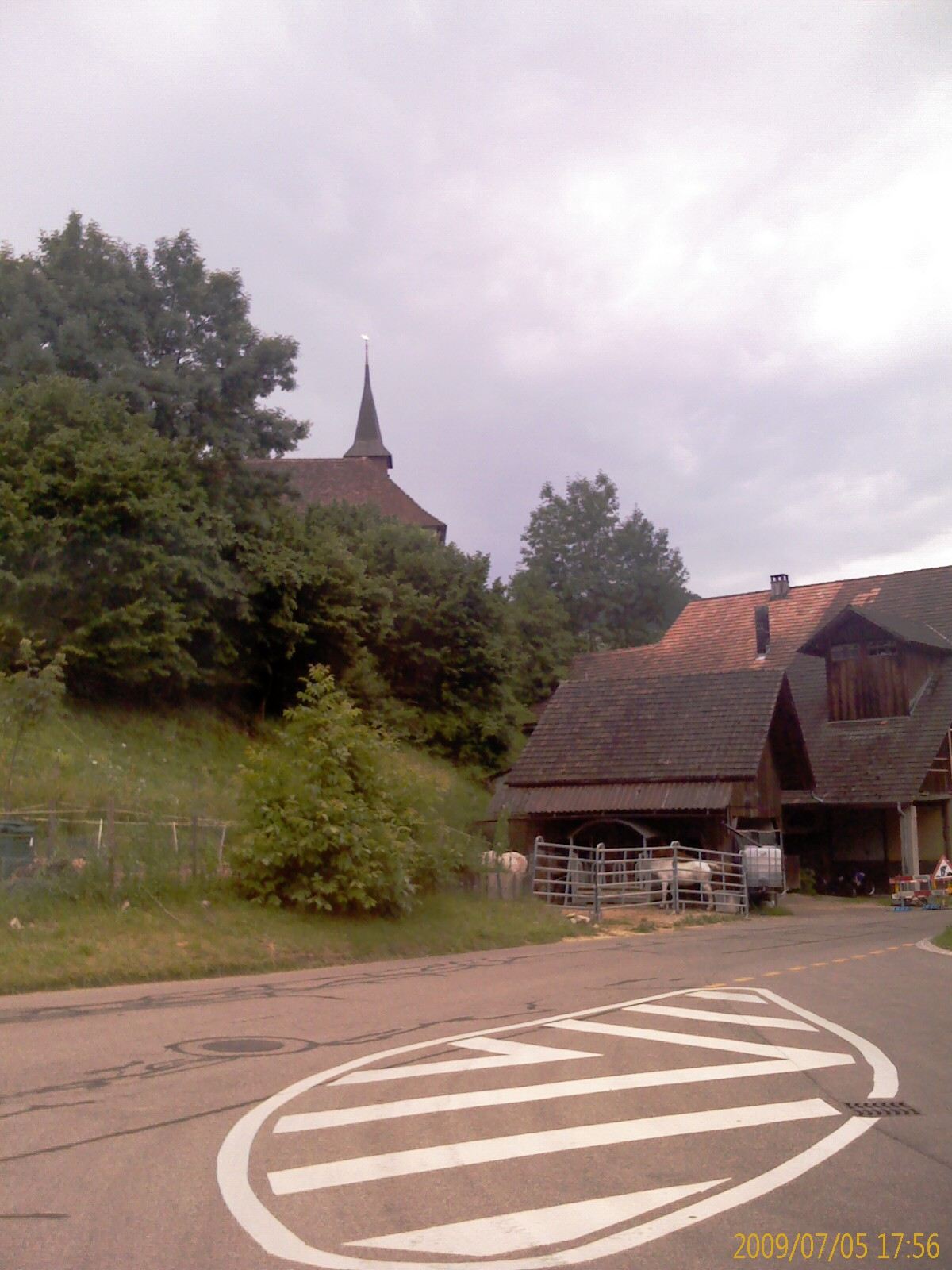
Kirche von Wintersingen und Bus Wendeplatz
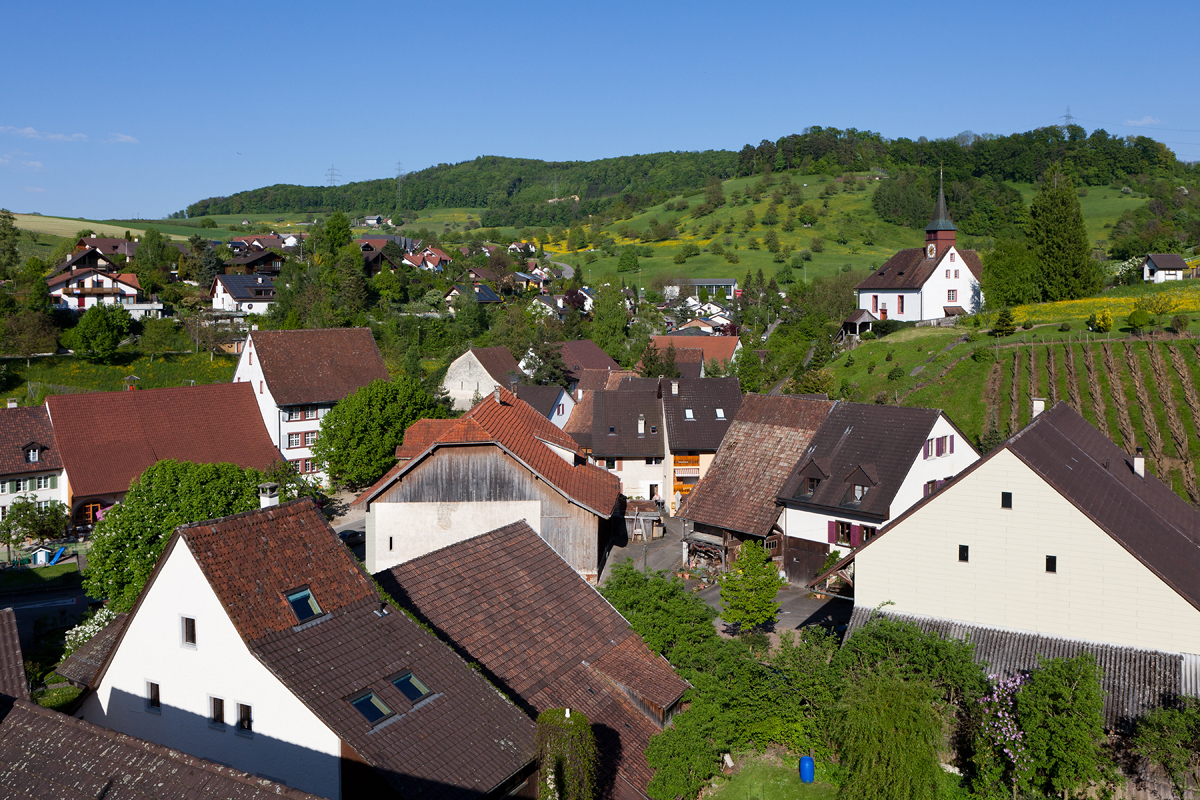
Oberdorf
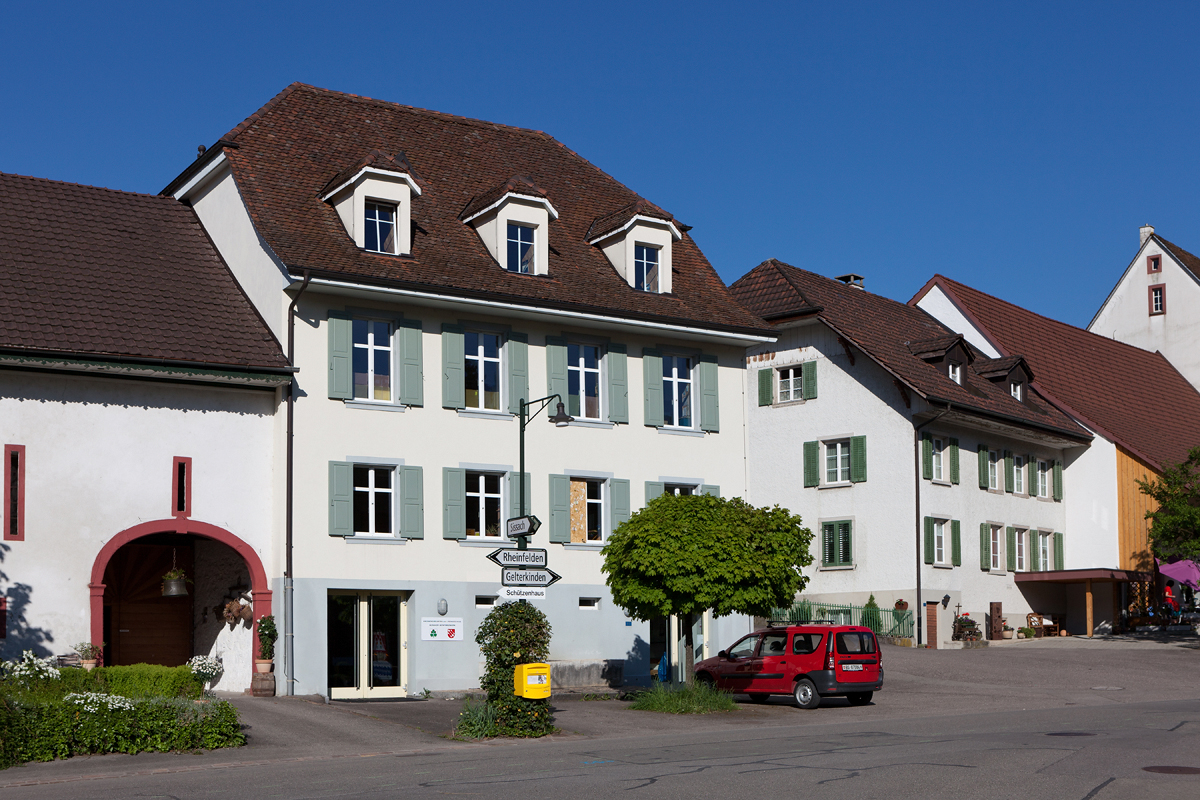
Primarschulhaus im Dorfkern
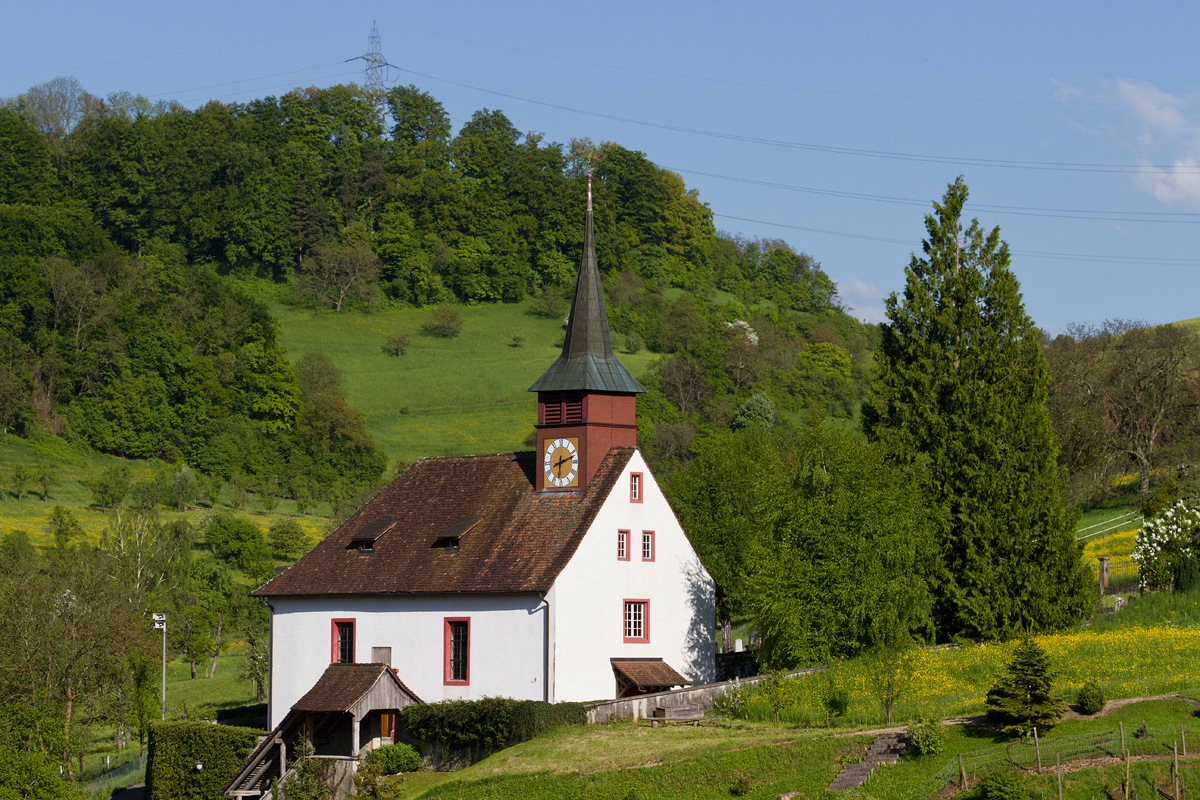
Kirche (Kulturgut)
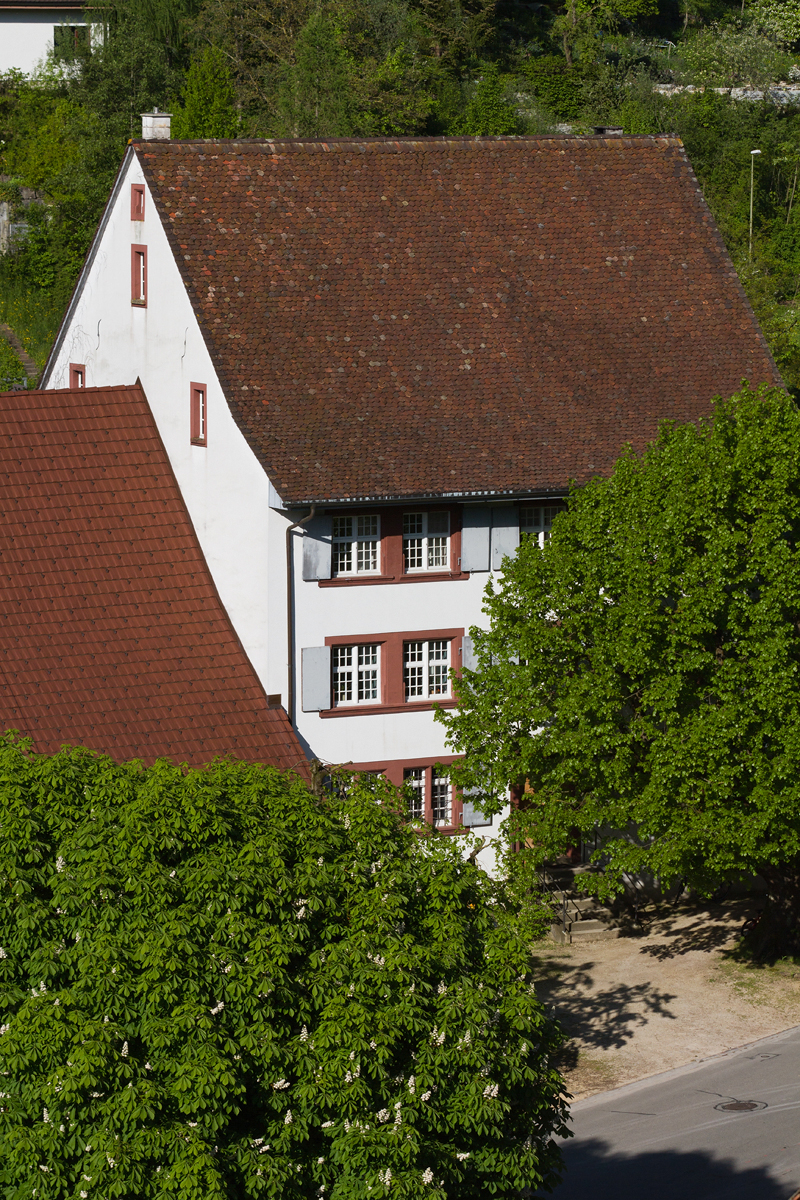
Pfarrhaus (Kulturgut)